# Шень Сянфу
Шень Сянфу (кит.: 沈祥福, нар. 27 травня 1957, Шанхай) — китайський футболіст, що грав на позиції нападника. По завершенні ігрової кар'єри — тренер.
Виступав, зокрема, за клуб «Бейцзін Гоань», а також національну збірну Китаю. Згодом працював з цими командами як тренер.

## Клубна кар'єра
У дорослому футболі дебютував 1974 року виступами за команду клубу «Бейцзін Гоань», в якій провів тринадцять сезонів.
Завершив професійну ігрову кар'єру в японському «Фуджіцу», за команду якого виступав протягом 1988—1991 років.

## Виступи за збірну
1977 року дебютував в офіційних матчах у складі національної збірної Китаю. Протягом кар'єри у національній команді, яка тривала 10 років, провів у формі головної команди країни 34 матчі, забивши 7 голів.

## Кар'єра тренера
Завершивши виступи на футбольному полі 1991 року, залишився у структурі клубу «Фуджіцу» як один з тренерів його команди, а за три роки був призначений її головним тренером.
1996 року повернувся на батьківщину, де спочатку був помічником головного тренера «Бейцзін Гоань», а за рік сам очолив тренерський штаб своєї рідної команди.
Згодом, пропрацювавши протягом 2000—2001 років з молодіжною збірною Китаю, був призначений головним тренером національної збірної країни. За рік, у 2002, став очільником тренерського штабу олімпійської збірної Китаю.
Пізніше, протягом 2005—2014 років працював з клубними китайськими командами — «Бейцзін Гоань», «Гуанчжоу Евергранд», «Чанчунь Ятай» та «Шанхай Шеньхуа».
Протягом 2015—2016 років тренував нижчоліговий іспанський «Атлетіко Мусерос», а 2018 року знову працював з молодіжною збірною Китаю, а також виконував обов'язки головного тренера команди клубу «Тяньцзінь Цюаньцзянь».

## Титули і досягнення
- Бронзовий призер Азійських ігор: 1978